# Мавромихалис, Илиас
Илиас Мавромихалис (греч. Ηλίας Μαυρομιχάλης; 1795, Мани — январь 1822) — греческий военачальник. Несмотря на свою преждевременную смерть и короткую жизнь, вошёл в Пантеон известных военачальников и героев Освободительной войны Греции 1821—1829 годов.

## Биография
Илиас Мавромихалис родился в Мани и был первым сыном воеводы Мани Мавромихали, (Петробей).
Несмотря на свой молодой возраст, представляя своего отца и маниатов, участвовал в тайной предреволюционной сходке на острове Лефкас в январе 1821 года наряду с такими известными военачальниками как Одиссей Андруцос и Караискакис. Сходка состоялась в доме члена Филики Этерия поэта Иоанниса Зампелиоса и на ней было принято решение начать восстание в марте.
Слухи о надвигающемся восстании начали доходить и до турок.
Пользуясь создавшейся обстановкой, 19 марта Илиас с 150 бойцами вошёл в город Каламата, как бы на помощь турецкому воеводе Сулейман-аге, после чего 23 марта в город вошли 3 тысячи повстанцев во главе с его отцом и Теодором Колокотрони. Турецкий гарнизон сдался. Каламата стал первым крупным освобождённым городом, причём освобождённым без боя.
Илиас далее участвовал в осаде города Триполи (см. Осада Триполицы), где отличился вместе со своим дядей Мавромихалис, Кирьякулис (см. Сражение при Валтеци).
Далее Илиас участвовал в осаде Акрокоринфа (крепость города Коринф).
Под командованием своего дяди, Илиас принял участие в походе в Среднюю Грецию где участвовал в осаде Афинского Акрополя.
Тем временем Неофит Каристский поднял восстание на острове Эвбея. Во главе повстанцев встал малоизвестный тогда Криезиотис, Николаос и его побратим — черногорец Мавровуниотис, Васос. Повстанцы терпели неудачи и епископ обратился за помощью к Мавромихалисам.
5 января 1822 года, Кирьякулис и Илиас Мавромихалис с 600 маниатами оставили Афины и ном Аттика и высадились в Аливери, Эвбея.
11 января Илиас направился к Месохориа а 12 января атаковал турок в селе Стира. Турки заперлись в селе а маниаты и бойцы Мавровуниотиса расположились на побережье. Многие успели уже и напиться. Тем временем подоспела турецкая кавалерия Омер-бея. Илиас мог спастись, но не бросил своих ещё ничего не подозревающих бойцов, валяющихся на берегу. Илиас вместе с 7 маниатами забаррикадировался в заброшенной ветряной мельнице и принял бой.
Когда турки вошли в мельницу, все её защитники были убиты, а Илиас был при смерти, но набравшись последних сил, сумел зарубить одного из вошедших турок. Отрубленную голову Илиаса посадили на шест и установили в Стира, на радость местным туркам. Затем голова Илиаса была отправлена в Константинополь, на радость султану, поскольку Илиас был сыном известного туркам воеводы Мани, Петробея.